# Associação Atlética Cambaraense
A Associação Atlética Cambaraense foi um clube de futebol brasileiro da cidade de Cambará, no estado do Paraná. Suas cores eram o azul e o branco (alviceleste) e foi fundado em 30 de maio de 1947.
As principais conquistas do clube foram o título do Campeonato do Norte Velho (um dos turnos do Campeonato Paranaense de Futebol) de 1951, o vice-campeonato no Campeonato Paranaense de Futebol de 1953, ficando atrás somente do Ferroviário de Curitiba, e o título do Campeonato do Norte Pioneiro 1962 (um dos turnos do Campeonato Paranaense de Futebol).
A Cambaraense foi extinta em 1 de maio de 1963, quando fez fusão com Clube Atlético Operário, originando o Cambará Atlético Clube.[carece de fontes?]